# RENDEZVOUS 〜ランデヴー〜
「RENDEZVOUS 〜ランデヴー〜」（ランデヴー）は、日本のロックバンド、BUCK-TICKの25枚目のシングルである。2007年6月6日発売。発売元はBMG JAPAN。

## 概要
- アルバム『天使のリボルバー』からの先行シングル。
- 通常盤と初回生産限定盤の2種リリース。初回生産限定盤には特別ハードカバー仕様、写真集付き。
- カップリングには過去の楽曲のセルフカバーを収録。
- PV監督は井上哲央。

## 収録曲
1. RENDEZVOUS 〜ランデヴー〜 (4:51)
  - 作詞：櫻井敦司、作曲：今井寿、編曲：BUCK-TICK
2. MY EYES & YOUR EYES (5:03)
  - 作詞・作曲：今井寿、編曲：BUCK-TICK

メジャー1stアルバム『SEXUAL×××××!』収録曲のセルフカバー。

## 収録アルバム
- 『天使のリボルバー』(#1)
- 『CATALOGUE ARIOLA 00-10』(#1)
- 『CATALOGUE THE BEST 35th anniv. 』(#1)